# Georg Friedrich Renz
Georg Friedrich Renz (* 21. April 1806 in Worms; † 8. August 1864 ebenda) war ein deutscher Kaufmann und  Bürgermeister der Stadt Worms.

## Leben
Renz kam am 21. April 1806 in Worms als Sohn des Kaufmanns Johann Gotthilf Renz und dessen Frau Marie Luise Regine Renz, geb. Schuler, zur Welt. Georg Friedrich Renz heiratete am 22. Juli 1822 Amalia Friederika Retzer. Sie hatten gemeinsame Kinder:
- Georg Gotthilf Eduard Renz.[1]
- Johanna Elisabeth Emilie. Sie heiratete den Kreisrat[Anm. 2] Johann Pfannebecker.[2]

Georg Friedrich Renz starb 1864 in Worms. Die Wormser Zeitung bescheinigte ihm in einem Nachruf, dass er ein „Mann von ausgezeichneten Geistesgaben, in seinem Berufe einer der tüchtigsten, schlichten prunklosen Charakter, [und] von gewinnender Freundlichkeit [war]“.

## Karriere
Nach seiner Ausbildung zum Kaufmann engagierte sich Georg Friedrich Renz in der Politik und bekleidete das Amt des Bürgermeisters der Stadt Worms im Zeitraum vom 21. Juli 1837 bis zum 5. August 1848. Er galt als wohlhabend, sparsam und solide, jedoch wurden ihm in seiner Amtszeit auch wenige Initiativen bescheinigt.
Renz legte sein Amt als Wormser Bürgermeister nieder, als sich in der Revolution die persönlichen Angriffe auf ihn zuspitzten, reiste im August 1848 in die Landeshauptstadt Darmstadt und ersuchte um seine Entlassung aus dem Amt des Bürgermeisters. Sie wurde ihm sofort gewährt. 1852 entschied sich Renz dazu, nochmals der Gemeindevertretung anzugehören. 1855 trat er aus der Gemeindevertretung aus und beendete damit endgültig seine politischen Aktivitäten.

## Ehrungen
Seinen Namen trägt heute die Renzstraße, die in Höhe des Wormser Hauptbahnhofs beginnt und in nordöstlicher Richtung bis zur Gaustraße verläuft.